# Harry Redknapp
Henry James Redknapp (Londres, 2 de março de 1947) é um ex-jogador e ex-treinador de futebol inglês. Ele treinou anteriormente o Bournemouth, West Ham United, Portsmouth, Southampton, Tottenham Hotspur, Queens Park Rangers e Birmingham City. Em sua segunda passagem pelo Portsmouth, comandou a equipe que venceu a Copa da Inglaterra de 2008. Ao final da temporada de 2009–10, ele levou o Tottenham à Liga dos Campeões da UEFA. Redknapp anunciou sua aposentadoria da carreira de treinador em 2017.
Seu filho, Jamie Redknapp, jogou sob seu comando no Bournemouth e no Southampton. Ele também é tio de Frank Lampard, que jogou sob seu comando no West Ham United.

## Primeiros anos
Redknapp nasceu em Poplar, Londres, sendo filho único de Henry Joseph William Redknapp (1922–1996) e Violet May Brown (1924–2001).
Aos onze anos, enquanto jogava futebol escolar no Leste de Londres, Redknapp foi observado por Dickie Walker, olheiro do Tottenham Hotspur. A partir daí, Redknapp subiu nas categorias de base do Tottenham, onde conheceu figuras como Bill Nicholson, Dave Mackay e Danny Blanchflower. Aos 15 anos, Redknapp se transferiu para o West Ham United e jogou ao lado de Bobby Moore. Em uma entrevista de 2008, Redknapp afirmou, como parte de uma homenagem a Tom Finney: “Eu era um grande torcedor do Arsenal quando criança e me lembro de tê-lo visto jogar contra Tommy Docherty certa noite.”

Após ser nomeado treinador do Tottenham no final de 2008, Redknapp também enfatizou sua ligação com o clube, afirmando:
"Sou um grande seguidor da história do futebol e o Tottenham tem sido um grande clube ao longo dos anos. Eu acompanhei o Tottenham, treinei lá quando tinha 11, 12 anos, então conheço a história do clube. É um clube enorme, enorme."

## Carreira como jogador

### West Ham United
Durante sua carreira como jogador, Redknapp atuou como meio-campista. Ele começou sua carreira no Tottenham Hotspur, jogando pela equipe juvenil até os 15 anos, quando se transferiu para o West Ham United. Ele estreou na equipe principal do West Ham na temporada de 1965–66, fazendo sete partidas e marcando um gol. Sua estreia aconteceu em um empate por 1 a 1 contra o Sunderland, no dia 23 de agosto de 1965. Seu primeiro gol veio em uma vitória por 4 a 1 contra o Tottenham, em 8 de abril de 1966.
Redknapp foi titular pela primeira vez na temporada de 1966–67 e marcou seu segundo gol pelo clube em 3 de dezembro de 1966, na vitória por 3 a 0 sobre o West Brom. Ele fez 12 aparições na liga e marcou um gol em sua segunda temporada. Durante a temporada de 1967–68, fez 28 jogos pela liga e marcou dois gols: o primeiro em uma vitória por 4 a 2 contra o Burnley, em 21 de agosto de 1967, e o segundo em uma vitória por 5 a 1 contra o Sunderland, em 6 de setembro de 1967.
Na temporada de 1968–69, Redknapp fez 42 partidas e marcou três gols: 36 dessas aparições foram pela liga (com dois gols), três pela FA Cup e três pela Copa da Liga (com um gol). Seu primeiro gol na liga naquela temporada foi em uma vitória por 4 a 0 sobre o West Brom, em 31 de agosto de 1968; o seguinte veio em uma partida da Copa da Liga contra o Bolton Wanderers, que o West Ham venceu por 4 a 0. Redknapp foi expulso em uma derrota por 2 a 0 contra o Leeds United, em 12 de outubro de 1968. Ele havia recebido um cartão amarelo por falta em Billy Bremner e foi expulso pelo árbitro por reclamação. Seu terceiro gol da temporada foi em uma vitória por 4 a 3 sobre o Queens Park Rangers, em 2 de novembro de 1968.
Redknapp fez sua primeira aparição na temporada de 1969–70 no dia 9 de agosto de 1969, em uma vitória por 1 a 0 contra o Newcastle United. Seu primeiro gol na temporada veio em uma vitória por 3 a 0 contra o Sheffield Wednesday, em 2 de setembro de 1969. Ao todo, ele fez 26 partidas e marcou um gol; 23 dessas aparições foram pela liga.
Na temporada de 1970–71, Redknapp fez 21 jogos pela liga e mais um pela Copa da Liga. Na temporada seguinte, 1971–72, ele fez outras 35 aparições, sendo 22 delas pela liga. Essa seria sua última temporada no clube antes de se transferir para o Bournemouth na temporada de 1972–73. Redknapp fez um total de 175 partidas somando jogos da liga e copas pelo West Ham, marcando oito gols ao longo de sete temporadas.

### AFC Bournemouth
Redknapp se juntou ao Bournemouth, da Terceira Divisão, em 1972, vindo do West Ham. Ele passou quatro temporadas com o clube da costa sul entre 1972 e 1976.
Na temporada de 1972–73, Redknapp fez 37 partidas, sendo 34 pela liga, e marcou um gol. O Bournemouth terminou em sétimo lugar na tabela. Ele fez mais 46 aparições e marcou cinco gols durante a temporada de 1973–74, com 39 dessas aparições sendo pela liga.
Redknapp fez 19 partidas (todas pela liga) na temporada de 1974–75, quando o Bournemouth foi rebaixado para a Quarta Divisão. Em 1975–76, ele conseguiu apenas nove aparições. Ao fim da temporada de 1975–76, ele se transferiu para o Brentford, que também estava na Quarta Divisão na época, onde fez apenas uma partida durante a temporada de 1976–77.

### Seattle Sounders
Em 1976, Redknapp se juntou ao Seattle Sounders, da North American Soccer League (NASL), como jogador-treinador. Ele fez 15 partidas durante a temporada de 1976, quando o time chegou aos playoffs após terminar em segundo lugar na Divisão Oeste da Conferência do Pacífico, antes de perder para o Minnesota Kicks. Antes de retornar a Seattle, ele teve uma breve passagem pelo AP Leamington, da Southern League Premier Division. Redknapp então fez cinco partidas durante a temporada de 1977, quando a equipe terminou em terceiro lugar na mesma divisão e conferência, antes de perder a Soccer Bowl '77 para o New York Cosmos de Pelé, por 2 a 1.
Redknapp fez ainda três partidas na temporada de 1978 e apenas uma em 1979, antes de se juntar ao antigo companheiro de equipe e capitão da Inglaterra na Copa do Mundo de 1966, Bobby Moore.
Em 1980, ele chegou a ser contratado para jogar pelo Phoenix Fire, da American Soccer League (ASL), mas o time foi dissolvido durante a pré-temporada.

## Carreira na seleção
Redknapp representou a Inglaterra na categoria juvenil aos 17 anos. Ele integrou a equipe que venceu o Campeonato Europeu Sub-18 de 1964, após derrotar a Espanha por 4 a 0 na final.

## Carreira como treinador

### Seattle Sounders and Oxford City
Redknapp iniciou sua carreira como treinador atuando como jogador-auxiliar técnico do Seattle Sounders, da NASL, de 1976 a 1979, sob o comando de Jimmy Gabriel. Durante seu tempo em Seattle, Redknapp fez 24 partidas, ajudando a equipe a alcançar o segundo lugar na Divisão Oeste da Conferência do Pacífico em sua primeira temporada como jogador-treinador, e depois o terceiro lugar na mesma divisão na temporada de 1977, levando o time à final da Soccer Bowl, onde perderam para o New York Cosmos de Pelé.
Durante a temporada de 1978, Redknapp ajudou o Seattle a terminar em terceiro lugar na Divisão Oeste da Conferência Nacional, antes de serem eliminados na primeira rodada dos playoffs, novamente para o New York Cosmos. Em seu último ano em Seattle, ele ajudou o time a mais um terceiro lugar na mesma divisão, mas dessa vez eles não se classificaram para os playoffs.
Redknapp então auxiliou seu ex-companheiro de West Ham, Bobby Moore, no Oxford City da Isthmian League.

### AFC Bournemouth
No início da temporada de 1982–83, Redknapp assumiu seu primeiro cargo técnico importante como assistente do treinador David Webb no Bournemouth, seis anos após deixar o clube como jogador. Quando Webb se transferiu para o Torquay United no meio da temporada, Redknapp se candidatou ao cargo de treinador, mas foi preterido em favor de Don Megson. Megson foi demitido no fim de 1983, com o Bournemouth na zona de rebaixamento da Terceira Divisão, e Redknapp foi contratado como substituto em outubro de 1983.
Em sua primeira temporada no comando, Redknapp ajudou o Bournemouth a evitar o rebaixamento para a Quarta Divisão. O clube também surpreendeu na Copa da Inglaterra ao eliminar o atual campeão Manchester United por 2 a 0 na terceira fase. Ele levou o Bournemouth à vitória na primeira edição da EFL Trophy, vencendo o Hull City na final. O Bournemouth conquistou o título da Terceira Divisão em 1987 com 97 pontos, quebrando o recorde do clube de maior pontuação em uma temporada.
Após dois anos nesse nível, o Bournemouth foi rebaixado ao fim de sua terceira temporada. O clube estava na 13ª posição em 3 de março, mas lesões que enfraqueceram o elenco, somadas a uma perda catastrófica de forma, resultaram em apenas uma vitória no restante da temporada. O rebaixamento foi confirmado em 5 de maio, após derrota por 1 a 0 para o Leeds United em Dean Court.

#### Acidente de carro
Em junho de 1990, enquanto estava na Itália para assistir à Copa do Mundo de 1990, Redknapp esteve envolvido em um acidente de carro junto com Michael Sinclair, presidente do York City, Fred Whitehouse, presidente do Aston Villa, e o diretor administrativo do Bournemouth, Brian Tiler. Viajando pelo sul de Roma, à noite, a van com motorista em que estavam colidiu de frente com um carro que transportava três soldados italianos. A van capotou e deslizou por cerca de 45 metros. Sentado no assento que normalmente era ocupado por Redknapp durante a viagem, Tiler morreu, assim como os três ocupantes do outro veículo. Redknapp foi encharcado de gasolina e retirado do acidente por Sinclair. Ele sofreu fratura no crânio, nariz quebrado, costelas rachadas e um corte profundo na perna esquerda. Os paramédicos que chegaram ao local acreditaram que ele estava morto e cobriram sua cabeça com um cobertor. Inconsciente por dois dias, Redknapp foi levado de volta à Inglaterra duas semanas depois em uma ambulância aérea especial paga pelo Bournemouth. Embora tenha se recuperado completamente, exceto pela perda do olfato e o surgimento de um tique facial, ele deixou o Bournemouth ao fim da temporada de 1991–92.

### West Ham United
Para a temporada seguinte, Redknapp foi nomeado assistente técnico de Billy Bonds no West Ham, outro de seus ex-clubes. No entanto, em agosto de 1994, a diretoria do clube optou por entregar o controle da equipe a Redknapp e transferir Bonds para uma função administrativa. Bonds acabou renunciando completamente ao clube, deixando Redknapp como o único responsável.
Poucos meses antes de ser promovido ao cargo de treinador no Boleyn Ground, Redknapp foi cogitado para a vaga de treinador do Southampton, após a saída do técnico anterior, Ian Branfoot, mas o cargo acabou indo para Alan Ball.
Redknapp ajudou a consolidar o clube na Premier League e promoveu diversos jovens jogadores da base, como Michael Carrick, Joe Cole, Rio Ferdinand e Frank Lampard. As contratações de Stuart Pearce, Paolo Di Canio e Trevor Sinclair ajudaram esses jogadores a retomarem suas carreiras, tendo sido contratados por Redknapp. Ele também cometeu erros no mercado de transferências, especialmente com jogadores estrangeiros, incluindo Florin Raducioiu e Paulo Futre.

Apesar disso, o West Ham terminou em oitavo lugar em 1998 e em quinto em 1999, o que os classificou para a Copa Intertoto, sendo essa sua segunda melhor temporada na primeira divisão. Na temporada de 1999–2000, o West Ham venceu a Intertoto e se classificou para a Copa da UEFA, mas não conseguiu repetir o desempenho na Premier League. Redknapp deixou o West Ham em 9 de maio de 2001, uma partida antes do fim da temporada de 2000–01. Durante algum tempo, não ficou claro se ele havia se demitido ou sido demitido, mas Redknapp esclareceu os verdadeiros acontecimentos em outubro de 2007:
"O presidente Terry Brown me ofereceu um novo contrato de quatro anos. O que eu fiz foi conversar com jornalistas, fiz alguns comentários, e às vezes eu deveria ser mais cuidadoso. Sentei com esses jornalistas e eles começaram a me fazer perguntas, e eu falei com eles como falaria com alguém num pub. Disse algumas coisas que não deveria ter dito. Ele leu aquilo e ficou muito chateado. Entrei em seu escritório esperando assinar o contrato e saí de lá sem um emprego!"

— Harry Redknapp

### Portsmouth
Redknapp se tornou diretor de futebol do Portsmouth em 2001, e quando o cargo de técnico do Leicester City ficou vago com a demissão de Peter Taylor naquele outono, Redknapp foi amplamente cotado para assumir o clube, mas permaneceu fiel ao Pompey, e o cargo acabou indo para Dave Bassett. A imprensa nacional chegou a noticiar que, caso Redknapp tivesse aceitado o cargo, Bassett faria parte de sua comissão técnica.
No entanto, após uma sequência ruim do clube, Redknapp substituiu o técnico Graham Rix em março de 2002. Redknapp levou o clube ao título da EFL Championship na temporada de 2002–03, conquistando a promoção à Premier League, substituindo seu antigo clube, o West Ham.
Redknapp manteve o Portsmouth na Premier League na temporada de 2003–04, mas teve um desentendimento com o dono do clube, Milan Mandarić, a respeito de seu assistente Jim Smith. Redknapp também discordou de Mandarić sobre a nomeação de Velimir Zajec como diretor de futebol e renunciou ao cargo de treinador em novembro de 2004.

### Southampton
Poucas semanas após sua saída do Portsmouth, Redknapp tornou-se treinador do Southampton, uma decisão que enfureceu os torcedores do Portsmouth, já que os dois clubes são rivais locais ferozes. Alguns torcedores chegaram a usar camisetas chamando Redknapp de “Scummer” (algo como "imundo") e “Judas”, além de pedirem que ele “apodrecesse no inferno”.
Redknapp tinha como missão manter o Southampton na Premier League — uma tarefa semelhante à que enfrentara no Portsmouth, e familiar ao clube nos 15 anos anteriores, e que teria enfrentado caso tivesse aceitado o cargo uma década antes — mas, no fim, não conseguiu evitar o rebaixamento, encerrando a permanência de 27 anos do Southampton na elite. Redknapp permaneceu no comando na temporada de 2005–06 da segunda divisão, mas não conseguiu a consistência necessária para tornar o Southampton um candidato ao acesso. Redknapp também se mostrou insatisfeito com a nomeação de Clive Woodward, ex-treinador de rúgbi, para a comissão técnica pelo presidente Rupert Lowe. Após ser repetidamente ligado a um retorno ao Portsmouth, que havia demitido Alain Perrin, Redknapp renunciou ao cargo de treinador do Southampton no início de dezembro de 2005. Lowe afirmou que Redknapp se referia ao Portsmouth como seu "lar espiritual".

### Retorno ao Portsmouth
Redknapp retornou ao Portsmouth em 7 de dezembro de 2005, com o clube ameaçado de rebaixamento para a Championship, embora ainda não estivesse na zona de rebaixamento. A princípio, parecia que Redknapp enfrentaria um segundo rebaixamento consecutivo, mas uma excelente sequência de resultados ao final da temporada — auxiliada pela aquisição do Portsmouth por Alexandre Gaydamak (que forneceu mais recursos a Redknapp) — garantiu a permanência do clube. Na temporada seguinte, Redknapp levou o Portsmouth à nona colocação, o melhor resultado do clube na liga desde os anos 1950. Em outubro de 2007, Redknapp assinou um novo contrato com o Portsmouth, válido até 2011.
Em janeiro de 2008, veio à tona na mídia que Redknapp havia sido sondado para o cargo de treinador do Newcastle United, após a demissão de Sam Allardyce. Redknapp aparentemente recusou a proposta, afirmando: “Tenho um trabalho a fazer para levar este clube adiante, e ir embora não seria a coisa certa a fazer.” Posteriormente, o presidente do Newcastle, Christopher Mort, declarou que Redknapp “foi entrevistado para o cargo, mas era apenas um dos vários nomes com quem estávamos conversando na época”, e que no momento da entrevista com Redknapp o clube já estava em negociações secretas com o eventual escolhido, Kevin Keegan, há uma semana.
Em 8 de março de 2008, Redknapp conduziu o Portsmouth à vitória nas quartas de final da FA Cup sobre o Manchester United, completando uma trinca de vitórias na FA Cup contra o United, e depois venceu o West Bromwich na semifinal, em Wembley, em 5 de abril. Ele levou o clube à sua primeira final de FA Cup em 69 anos, onde derrotaram o Cardiff City em 17 de maio de 2008 por 1–0, com gol de Nwankwo Kanu. Redknapp foi o último treinador inglês a vencer um grande troféu nacional até Eddie Howe, do Newcastle United, conquistar a Copa da Liga Inglesa em 2025.
Redknapp retornou ao Portsmouth para receber o título de Cidadão Honorário da cidade em uma cerimônia em 28 de outubro de 2008. Como o evento ocorreu dois dias após sua saída para o Tottenham Hotspur, ele recebeu uma recepção mista dos torcedores do Portsmouth, apesar de ter levado o clube à tão esperada conquista da FA Cup de 2008.

### Tottenham Hotspur

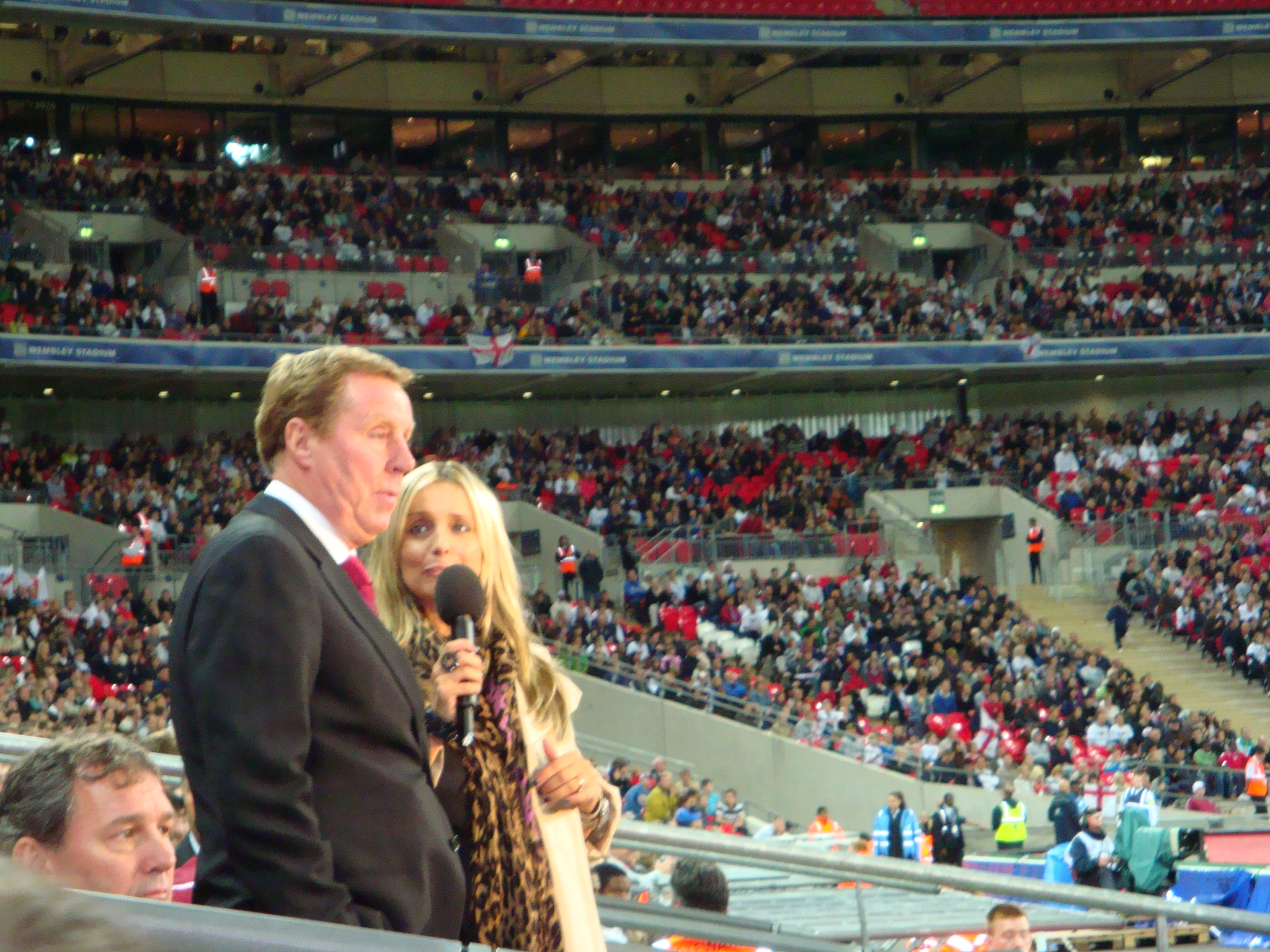
Redknapp sendo entrevistado por Louise Redknapp durante o Soccer Aid de 2008.

Em outubro de 2008, após a demissão de Juande Ramos pelo Tottenham Hotspur, o clube anunciou que Redknapp havia concordado em assumir como novo treinador dos Spurs, clube onde começou sua carreira como jogador. O Tottenham pagou £5 milhões em compensação ao Portsmouth para liberar Redknapp. Os Spurs haviam conquistado apenas dois pontos nas oito primeiras partidas da temporada e estavam na lanterna da Premier League. Porém, nas duas primeiras semanas sob o comando de Redknapp, o clube saiu da zona de rebaixamento, conquistando 10 de 12 pontos possíveis com vitórias sobre Bolton, Liverpool e Manchester City, além de um notável empate por 4–4 contra o rival Arsenal.
Em janeiro de 2009, Redknapp contratou cinco novos jogadores para adicionar qualidade e profundidade ao elenco. Trouxe Jermain Defoe de volta do Portsmouth por £15,75 milhões e o meio-campista hondurenho Wilson Palacios, do Wigan, por £12 milhões. O goleiro Carlo Cudicini, ex-Chelsea, chegou sem custos; o ex-Spurs Pascal Chimbonda retornou vindo do Sunderland por cerca de £3 milhões; e Robbie Keane, que como Chimbonda e Defoe havia deixado os Spurs no ano anterior, voltou após uma passagem malsucedida pelo Liverpool, por uma quantia inicial de £12 milhões.
Na segunda metade da temporada, os Spurs foram subindo gradualmente na tabela, com uma melhora significativa no desempenho. Em março de 2009, Redknapp levou o clube à final da Copa da Liga Inglesa, que perderam nos pênaltis para o Manchester United. Os Spurs terminaram a temporada em oitavo lugar com 51 pontos, ficando por pouco fora da zona de classificação para a Liga Europa.
Redknapp fez mudanças significativas no elenco no verão de 2009. O atacante Darren Bent foi vendido ao Sunderland por uma quantia inicial de £10 milhões, enquanto o meio-campista Didier Zokora foi para o Sevilla por £7,75 milhões. O atacante da seleção inglesa Peter Crouch e o meio-campista croata Niko Kranjčar chegaram do Portsmouth por £9 milhões e £2 milhões, respectivamente, além do defensor Sébastien Bassong, do Newcastle United, por £8 milhões.
Na temporada de 2009–10, sua primeira completa no comando, Redknapp conduziu os Spurs a uma das campanhas mais bem-sucedidas do clube na era Premier League. Começando com quatro vitórias consecutivas, os Spurs terminaram em quarto lugar com 70 pontos, ganhando o direito de disputar a fase preliminar da Liga dos Campeões. Como reconhecimento pelo feito, Redknapp foi eleito o Treinador do Ano da Premier League — apenas o segundo treinador a receber o prêmio numa temporada em que sua equipe não conquistou o título.
Em 13 de julho de 2010, foi confirmado que os Spurs haviam estendido o contrato de Redknapp até o fim da temporada de 2013-14.
Em 25 de agosto de 2010, os Spurs confirmaram sua vaga na fase de grupos da Liga dos Campeões ao reverter uma desvantagem do jogo de ida e vencer o Young Boys, da Suíça, no White Hart Lane, pela fase de qualificação. Após uma surpreendente campanha até as quartas de final, os Spurs foram eliminados em abril de 2011 após uma derrota agregada por 5–0 para o Real Madrid. O clube terminou a Premier League em quinto lugar com 62 pontos. Embora esse resultado não tenha garantido uma nova participação na Liga dos Campeões, assegurou ao menos a vaga na Europa League.
Na temporada de 2011–12, Redknapp contratou o goleiro Brad Friedel, de 40 anos, após o fim de seu contrato com o Aston Villa. Também conseguiu o empréstimo por uma temporada do atacante Emmanuel Adebayor, do Manchester City. No último dia da janela de transferências, contratou o meio-campista inglês Scott Parker, vindo do West Ham. Redknapp venceu os prêmios de Treinador do Mês da Premier League em setembro e novembro.
Apesar de ter levado o Tottenham a sua segunda colocação entre os quatro primeiros em três anos — perdendo a vaga na Liga dos Campeões apenas porque o Chelsea venceu a competição —, Redknapp foi demitido pelos Spurs em 13 de junho de 2012, após, supostamente, não chegar a um acordo sobre um novo contrato.

### Queens Park Rangers
Em 24 de novembro de 2012, Redknapp, que vinha trabalhando em um cargo de consultoria no Bournemouth, foi nomeado treinador do Queens Park Rangers, assumindo o lugar de Mark Hughes, cujo contrato havia sido encerrado no dia anterior. O QPR estava na lanterna da tabela com apenas quatro pontos em 12 partidas. Seu primeiro jogo no comando do QPR aconteceu em 27 de novembro, resultando em um empate por 0–0 contra o Sunderland. Redknapp conquistou sua primeira vitória como treinador do QPR — e a primeira vitória do clube na Premier League na temporada de 2012–13 — em 15 de dezembro, ao derrotar o Fulham por 2–1 no estádio Loftus Road.
Em 2 de janeiro de 2013, Redknapp liderou o QPR a uma vitória por 1–0 fora de casa contra o então campeão europeu Chelsea. Essa foi a primeira vitória fora de casa do QPR na Premier League desde novembro de 2011 e a primeira vitória do clube na elite em Stamford Bridge desde março de 1979. Seu primeiro confronto contra o Tottenham desde sua demissão pelos Spurs ocorreu em 12 de janeiro de 2013, com Redknapp conduzindo o QPR a um empate por 0–0 no Loftus Road.
Em 28 de abril de 2013, após um empate por 0–0 contra o Reading — rival direto na luta contra o rebaixamento — e com ainda três partidas por disputar, o QPR foi rebaixado da Premier League para a Championship, após duas temporadas na elite.
Após uma única temporada na Championship, Redknapp levou o QPR à vitória por 1–0 na final dos play-offs contra o Derby County, em 24 de maio de 2014, no estádio de Wembley, garantindo o retorno do clube à Premier League.
Em 3 de fevereiro de 2015, Redknapp pediu demissão do cargo de treinador do QPR. Alegando a necessidade de uma cirurgia iminente no joelho, Redknapp afirmou que não conseguiria se dedicar 100% ao trabalho e que seria melhor que outra pessoa assumisse. Les Ferdinand e Chris Ramsey foram nomeados para assumir temporariamente. Em abril de 2015, Redknapp deu mais detalhes sobre os motivos de sua saída do QPR, afirmando também que deixou o clube porque "já não sabia mais quem estava do meu lado". No momento de sua saída, o QPR ocupava a penúltima colocação na Premier League, com 19 pontos em 23 jogos e sem ter conquistado nenhum ponto como visitante.

### Jordânia
Em março de 2016, Redknapp foi nomeado treinador da seleção nacional da Jordânia, ao lado de seu antigo auxiliar Kevin Bond, para os dois próximos jogos das Eliminatórias da Copa do Mundo FIFA de 2018. Sua estreia no comando da Jordânia, em 24 de março, terminou com uma vitória por 8–0 sobre Bangladesh. Em seguida, a seleção foi derrotada por 5–1 pela Austrália.

### Birmingham City e aposentadoria
Em 18 de abril de 2017, Redknapp foi anunciado como treinador do Birmingham City até o fim da temporada, após a renúncia de Gianfranco Zola. Sua estreia no comando da equipe foi uma derrota por 1–0 contra o rival local Aston Villa. Nas duas últimas partidas da temporada, Redknapp levou o time à vitória por 2–0 sobre o Huddersfield Town e por 1–0 fora de casa contra o Bristol City, garantindo que o Birmingham escapasse do rebaixamento.
Em maio de 2017, Redknapp assinou contrato de um ano para continuar como treinador do Birmingham por mais uma temporada. Kevin Bond se reuniu novamente com Redknapp como assistente técnico, substituindo Steve Cotterill. Seus primeiros reforços foram David Stockdale, Marc Roberts e Cheikh N’Doye.
Em 16 de setembro de 2017, após cinco derrotas consecutivas na liga que deixaram a equipe na penúltima colocação da tabela, um comunicado do Birmingham City informou que o clube “não teve escolha a não ser rescindir o contrato do treinador com efeito imediato”. Após sua demissão, Redknapp afirmou que havia “toda a chance” de aquele ter sido seu último trabalho como treinador. Um mês depois, Redknapp confirmou sua aposentadoria da carreira de treinador, encerrando 34 anos de atuação à beira do campo.
Em 16 de fevereiro de 2023, Redknapp revelou que estaria interessado em retornar à gestão de clubes por meio do Leeds United, após a demissão de Jesse Marsch. No entanto, em 21 de fevereiro de 2023, o Leeds nomeou Javi Gracia como novo treinador, encerrando os rumores sobre Redknapp.

## Outras funções
Em janeiro de 2016, Redknapp voltou ao futebol como diretor do Wimborne Town. Em março de 2016, foi nomeado assessor de futebol do Derby County até o final da temporada 2015–16.
Em 29 de abril de 2016, foi anunciado que Redknapp se juntaria ao clube australiano Central Coast Mariners como consultor de futebol.
Em outubro de 2017, após sua saída do Birmingham City, Redknapp trabalhou brevemente em caráter voluntário como conselheiro do treinador Darren Way no clube Yeovil Town, da League Two.
Desde dezembro de 2020, Redknapp é embaixador da marca Nexen Tire.
Em 8 de fevereiro de 2021, Redknapp retornou ao Bournemouth para aconselhar o treinador interino Jonathan Woodgate, embora não estivesse oficialmente envolvido.
Em 9 de julho de 2021, Redknapp fez uma pequena participação especial na popular novela britânica EastEnders.
Em 6 de dezembro de 2023, Redknapp saiu da aposentadoria, aos 76 anos, para ajudar o clube Specsavers Cwm Albion.
Em 2024, Redknapp assinou para co-gerenciar a seleção da Inglaterra no evento beneficente Soccer Aid 2024, realizado no domingo, 9 de junho. A equipe da Inglaterra foi capitaneada pela ex-jogadora da seleção feminina, Jill Scott, e o jogo foi sediado no estádio Stamford Bridge contra um time mundial (World XI), com a renda revertida para caridade.

## Acusações de corrupção e prisão
Em 19 de setembro de 2006, a BBC Panorama exibiu imagens de Redknapp em uma conversa que parecia indicar uma abordagem proibida pelas regras da Football Association (FA) para tentar contratar um jogador. Redknapp negou que sua conversa sobre o então jogador do Blackburn Rovers, Andy Todd, com o agente Peter Harrison, configurasse “tapping up” (abordagem indevida) ou tentativa irregular de contratação. Durante a conversa, Redknapp chamou Todd de “cara durão” e sugeriu que teria interesse em contratá-lo em tempo integral, caso estivesse disponível. Redknapp disse à BBC que nunca aceitou suborno e que nunca deu ao seu assistente Kevin Bond motivos para pensar o contrário, afirmando que se considera “um milhão por cento inocente”.
No relatório final da investigação Stevens, publicado em junho de 2007, a única crítica a Redknapp envolvia sua propriedade de um cavalo de corrida chamado Double Fantasy, que supostamente teria sido dado a ele pelo agente Willie McKay, o que levantou suspeitas. Redknapp afirmou à investigação que poderia ser dono do cavalo, mas garantiu que não ganhou dinheiro com ele, pois o cavalo foi um fracasso e nunca venceu uma corrida.
Em 28 de novembro de 2007, Redknapp, junto com o diretor administrativo do Portsmouth Peter Storrie, o ex-presidente do Portsmouth Milan Mandarić, o agente Willie McKay e o jogador Amdy Faye, foram presos pela polícia da Cidade de Londres sob suspeita de conspiração para fraude e falsificação contábil. Redknapp foi liberado sem acusações e anunciou a intenção de processar a polícia por sua prisão, alegando que isso teria sido um motivo para a FA não considerá-lo para o cargo de treinador da seleção inglesa após a demissão de Steve McClaren. Em maio de 2008, o Tribunal Superior considerou a operação da polícia na casa de Redknapp em Poole ilegal, anulou os mandados de busca, chamou as ações da polícia de “totalmente inaceitáveis” e ordenou que eles pagassem £1.000 de indenização a Redknapp, além de parte dos custos legais.
Após nova investigação pela Receita e Alfândega britânica (HM Revenue & Customs) no âmbito da investigação de corrupção, em janeiro de 2010, Redknapp foi acusado de duas infrações de sonegação fiscal, junto com Milan Mandarić. A acusação referia-se a um pagamento de £189.000 de Mandarić para Redknapp, por meio de uma conta bancária em Mônaco. O julgamento começou em 23 de janeiro de 2012 no Tribunal de Southwark. Parte da defesa de Redknapp foi baseada em seu diagnóstico de discalculia e dislexia, o que, segundo ele, dificultava o entendimento dos contratos de transferências. Ele foi considerado inocente das duas acusações em 8 de fevereiro de 2012.

### Seleção Inglesa
A absolvição de Redknapp ocorreu poucas horas antes da renúncia do técnico da seleção inglesa Fabio Capello. Dois dias depois, Redknapp recusou-se a se excluir da disputa pelo cargo, mas afirmou que seria muito difícil conciliar o posto com sua função então como treinador do Tottenham. Algumas semanas depois, a FA anunciou Roy Hodgson como novo treinador da seleção inglesa.

## Vida pessoal
Redknapp e sua esposa Sandra têm dois filhos: Jamie, comentarista de futebol e ex-jogador profissional; e Mark, modelo. Jamie fez sua estreia profissional sob o comando do pai no Bournemouth em 1990 antes de se transferir para o Liverpool, depois para o Tottenham Hotspur e, por fim, para o Southampton, onde se aposentou em 2005. O neto de Harry, por seu filho Mark, também chamado Harry Redknapp, assinou com o Bournemouth em maio de 2014. Seu sobrinho é o ex-meio-campista da seleção inglesa Frank Lampard Jr., cujo pais são a falecida irmã gêmea de Sandra, Patricia, e o ex-companheiro de equipe e assistente técnico de Harry, Frank Lampard Sr.
Redknapp e sua esposa são presidentes de arrecadação de fundos da instituição de caridade Leukaemia Busters, com sede em Southampton, um papel que assumiram em 2004, anteriormente ocupado pelo ex-jogador de críquete David Gower e sua esposa Thorunn.
Redknapp e sua esposa também são proprietários de uma empresa de desenvolvimento imobiliário, a Pierfront Developments. Em agosto de 2011, foi anunciado que um empreendimento habitacional que sua empresa estava construindo em Hampshire, seguiria adiante sem casas populares. As £600.000 que eles ofereceram ao conselho para construir casas acessíveis em outro lugar foram aceitas pela prefeitura. Os opositores do projeto estimaram que isso só seria suficiente para construir oito casas, em vez das 28 que a política do conselho determina que deveriam ser construídas nesse empreendimento. Em outubro de 2019, a permissão para planejar a conversão de um abrigo para moradores de rua em Bournemouth em apartamentos foi concedida à empresa, apesar dos apelos dos moradores, que disseram às autoridades de planejamento que o empreendimento agravaria a situação dos sem-teto e colocaria em risco o bem-estar da comunidade.
Em janeiro de 2011, Redknapp foi assaltado enquanto assistia a uma partida de futebol em Madrid. Em 2 de novembro de 2011, ele passou por uma cirurgia para desobstrução das artérias coronárias. Redknapp escreveu para a empresa de apostas online Betfair como seu “colunista da Euro 2012”.
Em 1998, Redknapp publicou sua autobiografia, Harry Redknapp: My Autobiography, coescrita com Derek McGovern. Sua segunda autobiografia, Always Managing, foi publicada em 2013 e escrita pelo jornalista Martin Samuel.
Redknapp participou da edição de 2018 do programa I'm a Celebrity...Get Me Out of Here!. Ele venceu o programa e foi coroado “Rei da Selva”. Redknapp é proprietário do cavalo de corrida “Shakem Up'Arry”, que venceu a TrustATrader Plate Handicap Chase no Festival de Cheltenham de 2024.

## Estatísticas da carreira

### Jogador
| Clubes           | Temporada | Liga  | Liga | Copa nacional | Copa nacional | Copa da Liga | Copa da Liga | Total | Total |
| Clubes           | Temporada | Jogos | Gols | Jogos         | Gols          | Jogos        | Gols         | Jogos | Gols  |
| ---------------- | --------- | ----- | ---- | ------------- | ------------- | ------------ | ------------ | ----- | ----- |
| West Ham United  | 1965–66   | 7     | 1    | 0             | 0             | 0            | 0            | 7     | 1     |
| West Ham United  | 1966–67   | 12    | 1    | 0             | 0             | 0            | 0            | 12    | 1     |
| West Ham United  | 1967–68   | 28    | 2    | 0             | 0             | 3            | 0            | 31    | 2     |
| West Ham United  | 1968–69   | 36    | 2    | 3             | 0             | 3            | 1            | 42    | 3     |
| West Ham United  | 1969–70   | 23    | 1    | 1             | 0             | 2            | 0            | 26    | 1     |
| West Ham United  | 1970–71   | 21    | 0    | 0             | 0             | 1            | 0            | 22    | 0     |
| West Ham United  | 1971–72   | 22    | 0    | 4             | 0             | 9            | 0            | 35    | 0     |
| West Ham United  | Total     | 149   | 7    | 8             | 0             | 18           | 1            | 175   | 8     |
| AFC Bournemouth  | 1972–73   | 34    | 1    | 1             | 0             | 2            | 0            | 37    | 1     |
| AFC Bournemouth  | 1973–74   | 39    | 4    | 3             | 0             | 4            | 1            | 46    | 5     |
| AFC Bournemouth  | 1974–75   | 19    | 0    | 0             | 0             | 0            | 0            | 19    | 0     |
| AFC Bournemouth  | 1975–76   | 9     | 0    | 2             | 0             | 1            | 0            | 12    | 0     |
| AFC Bournemouth  | Total     | 101   | 5    | 6             | 0             | 7            | 1            | 114   | 6     |
| Brentford        | 1976–77   | 1     | 0    | 0             | 0             | 0            | 0            | 1     | 0     |
| Seattle Sounders | 1976      | 15    | 0    | –             | –             | –            | –            | 15    | 0     |
| Seattle Sounders | 1977      | 5     | 0    | –             | –             | –            | –            | 5     | 0     |
| Seattle Sounders | 1978      | 3     | 0    | –             | –             | –            | –            | 3     | 0     |
| Seattle Sounders | 1979      | 1     | 0    | –             | –             | –            | –            | 1     | 0     |
| Seattle Sounders | Total     | 24    | 0    | –             | –             | –            | –            | 24    | 0     |
| AFC Bournemouth  | 1982–83   | 1     | 0    | 0             | 0             | 1            | 0            | 2     | 0     |
| Total            | Total     | 276   | 12   | 14            | 0             | 26           | 2            | 316   | 14    |

### Treinador
| Time                | Chegada                | Saida                  | J     | V   | D   | E   | %     |
| ------------------- | ---------------------- | ---------------------- | ----- | --- | --- | --- | ----- |
| AFC Bournemouth     | 19 de Outubro de 1983  | 9 de Junho de 1992     | 457   | 180 | 107 | 170 | 39.39 |
| West Ham United     | 10 de Agosto de 1994   | 9 de Maio de 2001      | 327   | 121 | 85  | 121 | 37.00 |
| Portsmouth          | 25 de Março de 2002    | 24 de Novembro de 2004 | 116   | 54  | 26  | 36  | 46.55 |
| Southampton         | 8 de Dezembro de 2004  | 2 de Dezembro de 2005  | 49    | 13  | 21  | 15  | 26.53 |
| Portsmouth          | 7 de Dezembro de 2005  | 26 de Outubro de 2008  | 128   | 54  | 29  | 45  | 42.19 |
| Tottenham Hotspur   | 26 de Outubro de 2008  | 13 de Junho de 2012    | 198   | 98  | 50  | 50  | 49.49 |
| Queens Park Rangers | 24 de Novembro de 2012 | 3 de Fevereiro de 2015 | 105   | 36  | 26  | 43  | 34.29 |
| Jordania            | 15 de Março de 2016    | 29 de Março de 2016    | 2     | 1   | 0   | 1   | 50.00 |
| Birmingham City     | 18 de Abril de 2017    | 16 de Setembro de 2017 | 13    | 4   | 1   | 8   | 30.77 |
| Total               | Total                  | Total                  | 1,395 | 561 | 345 | 489 | 40.22 |

## Títulos

### Treinador
AFC Bournemouth
- EFL Trophy: 1983–84

West Ham United
- Copa Intertoto da UEFA: 1999

Portsmouth
- EFL Championship: 2002–03
- FA Cup: 2007–08

Tottenham Hotspur
- Vice-Campeão da Copa da Liga Inglesa: 2008–09

Individual
- Treinador da Temporada da Premier League: 2009–10
- Treinador do Mês da Premier League: Novembro de 1998, Abril de 2004, Outubro de 2004, Março de 2005, Abril de 2006, Agosto de 2009, Setembro de 2011, Novembro de 2011